# Whiteville, North Carolina
Whiteville är administrativ huvudort i Columbus County i North Carolina. Orten har fått sitt namn efter markägaren James White. Enligt 2010 års folkräkning hade Whiteville 5 394 invånare.